# Чулков, Фёдор Иванович
Фёдор Иванович Чулков — воевода.

## Происхождение
Фёдор Иванович Чулков принадлежал к тому дворянскому роду Чулковых, что вели своё происхождение от «германского выходца» Ратши. Прадед Фёдора Василий Тимофеевич Чулок Остеев был воеводой в Новгороде. Отец (Иван Андреевич Чулков) и дядя (Алексей Андреевич Чулков) Федора были крупными вотчинниками в Переяславском уезде.

## Биография
В 1544 (7052) году назван среди свидетелей покупки  Троице-Сергиевым монастырём у Ульяны и Юрия Зворыкиных половины села Буженина и нескольких соседних деревень.
В 1549 году некий Фёдор Чулков вместе Никитой Большим, Никитой Меньшим, Иваном и Дмитрем Ивановичами Чулковыми продали село Бакино Переяславского уезда Троице-Сергиеву монастырю. 
В 1562 (7070) году был вторым воеводой Белой вместе с Иваном Семёновичем Черемисиновым-Карауловым.
В 1563  году (7071) указан единственным наместником Белой.
В 1564—1565  годы (7072—7073 годы ) первый воевода в Ругодиве (Нарве), вместе с Яхонтовым Андреем Игнатьевичем.
Н. Лихачев предполагал, что его сыном был Богдан Фёдорович Чулков.

## Комментарии
1. ↑  В конце XVI века — XVII веке в российском государстве использовался иной календарь: год начинался в сентябре, даты продолжали указываться по юлианскому стилю (на тот момент разница с григорианским составляла 10 дней) и использовали константинопольскую эру. И даты с сентября по декабрь имели разницу в 5509 лет, а с января по август 5508 лет. Поэтому в статье приведены две даты
2. ↑  В грамоте Фёдор Иванович назван пятым среди 13 «послухов» — свидетелей. И единственный кто не подписал грамоту[4]
3. ↑   Ю.Г. Алексеев писал, что каждый в уезде получил по 20 деревень[5]
4. ↑  В грамоте среди Чулковых названы Фёдор Чулков а также Никита Большой, Никита Меньшой, Иван и Дмитрий Ивановичи Чулковы. На тот момент известно несколько Фёдоров Чулковых двое из них Фёдор Алексеевич Чулков и Фёдор Иванович были двоюродными братьями. Притом Фёдор Иванович был старшим братом Никите Большому, Никите Меньшому, Ивану и Дмитрию Ивановичам Чулковым. Фёдор Иванович как воевода известен в 1560-е годы, поэтому весьма вероятно, что на момент заключения сделки в 1549 году Фёдор Алексеевич умер и его собственность была продана двоюродными братьями